# 53. National Hockey League All-Star Game
Das 53. National Hockey League All-Star Game wurde am 2. Februar 2003 in Sunrise, Florida, ausgetragen. Die Gastgeber des Spieles waren erstmals die Florida Panthers. 1999 war in Tampa Bay das erste NHL All-Star Game in Florida ausgetragen worden.
An der Veranstaltung, die im Office Depot Center stattfand, nahmen die besten Spieler der National Hockey League teil. Im Spiel traten die besten Spieler der Western Conference gegen die besten Spieler der Eastern Conference an. Die Startformationen der All-Star Teams konnten durch die Fans über eine Abstimmung bestimmt werden. Im Stadion waren 19.250 Zuschauer.

## Mannschaften
| #           | Land               | Spieler            | Pos.               | Team                |
| Torhüter    |                    |                    |                    |                     |
| 35          | Russland           | Nikolai Chabibulin | Nikolai Chabibulin | Tampa Bay Lightning |
| -           | Kanada             | Ed Belfour         | Ed Belfour         | Toronto Maple Leafs |
| 30          | Kanada             | Martin Brodeur     | Martin Brodeur     | New Jersey Devils   |
| 40          | Kanada             | Patrick Lalime     | Patrick Lalime     | Ottawa Senators     |
| Verteidiger |                    |                    |                    |                     |
| -           | Vereinigte Staaten | Brian Leetch       | Brian Leetch       | New York Rangers    |
| 44          | Lettland           | Sandis Ozoliņš     | Sandis Ozoliņš     | Florida Panthers    |
| 5           | Vereinigte Staaten | Tom Poti           | Tom Poti           | New York Rangers    |
| 3           | Slowakei           | Zdeno Chára        | Zdeno Chára        | Ottawa Senators     |
| 55          | Russland           | Sergei Gontschar   | Sergei Gontschar   | Washington Capitals |
| 22          | Tschechien         | Roman Hamrlík      | Roman Hamrlík      | New York Islanders  |
| 4           | Kanada             | Scott Stevens      | Scott Stevens      | New Jersey Devils   |
| Angreifer   |                    |                    |                    |                     |
| -           | Kanada             | Mario Lemieux      | C                  | Pittsburgh Penguins |
| 68          | Tschechien         | Jaromír Jágr       | RW                 | Washington Capitals |
| 27          | Russland           | Alexei Kowaljow    | RW                 | Montreal Canadiens  |
| 19          | Kanada             | Vincent Lecavalier | C                  | Tampa Bay Lightning |
| 15          | Kanada             | Dany Heatley       | RW                 | Atlanta Thrashers   |
| 18          | Slowakei           | Marián Hossa       | RW                 | Ottawa Senators     |
| 12          | Finnland           | Olli Jokinen       | C                  | Florida Panthers    |
| -           | Finnland           | Saku Koivu         | C                  | Montreal Canadiens  |
| 72          | Kanada             | Glen Murray        | RW                 | Boston Bruins       |
| 92          | Kanada             | Jeff O’Neill       | C                  | Carolina Hurricanes |
| 97          | Vereinigte Staaten | Jeremy Roenick     | C                  | Philadelphia Flyers |
| 26          | Kanada             | Martin St. Louis   | RW                 | Tampa Bay Lightning |
| 81          | Slowakei           | Miroslav Šatan     | LW                 | Buffalo Sabres      |
| 13          | Schweden           | Mats Sundin        | C                  | Toronto Maple Leafs |
| 19          | Kanada             | Joe Thornton       | C                  | Boston Bruins       |

| #           | Land               | Spieler           | Pos.              | Team                    |
| Torhüter    |                    |                   |                   |                         |
| 33          | Kanada             | Patrick Roy       | Patrick Roy       | Colorado Avalanche      |
| 41          | Kanada             | Jocelyn Thibault  | Jocelyn Thibault  | Chicago Blackhawks      |
| 35          | Kanada             | Marty Turco       | Marty Turco       | Dallas Stars            |
| Verteidiger |                    |                   |                   |                         |
| 4           | Kanada             | Rob Blake         | Rob Blake         | Colorado Avalanche      |
| 5           | Schweden           | Nicklas Lidström  | Nicklas Lidström  | Detroit Red Wings       |
| 3           | Kanada             | Eric Brewer       | Eric Brewer       | Edmonton Oilers         |
| 55          | Kanada             | Ed Jovanovski     | Ed Jovanovski     | Vancouver Canucks       |
| 2           | Kanada             | Al MacInnis       | Al MacInnis       | St. Louis Blues         |
| 10          | Vereinigte Staaten | Mathieu Schneider | Mathieu Schneider | Los Angeles Kings       |
| Angreifer   |                    |                   |                   |                         |
| 9           | Vereinigte Staaten | Mike Modano       | C                 | Dallas Stars            |
| 8           | Finnland           | Teemu Selänne     | RW                | San Jose Sharks         |
| 13          | Vereinigte Staaten | Bill Guerin       | RW                | Dallas Stars            |
| 44          | Kanada             | Todd Bertuzzi     | LW                | Vancouver Canucks       |
| 91          | Russland           | Sergei Fjodorow   | C                 | Detroit Red Wings       |
| 21          | Schweden           | Peter Forsberg    | C                 | Colorado Avalanche      |
| 11          | Slowakei           | Marián Gáborík    | LW                | Minnesota Wild          |
| 12          | Kanada             | Jarome Iginla     | RW                | Calgary Flames          |
| 16          | Kanada             | Paul Kariya       | LW                | Mighty Ducks of Anaheim |
| 19          | Schweden           | Markus Näslund    | LW                | Vancouver Canucks       |
| 39          | Vereinigte Staaten | Doug Weight       | C                 | St. Louis Blues         |
| 14          | Kanada             | Ray Whitney       | LW                | Columbus Blue Jackets   |

## SuperSkills Competition
In der SuperSkills Competition, die am Vortag des All-Star Game stattfindet, müssen die Spieler ihre Fähigkeiten in unterschiedlichen Gebieten, wie Schnelligkeit, Puckkontrolle oder Schusshärte unter Beweis stellen. Dabei treten die Spieler der Eastern Conference gegen die der Western Conference an.

### Sieger
Endstand: Western Conference 9 – 5 Eastern Conference
| Wettbewerb        | Mannschaftswertung | Einzelwertung    |
| Puckkontrolle     | Western Conference | Martin St. Louis |
| Schnelligkeit     | Western Conference | Marián Gáborík   |
| Schusshärte       | Western Conference | Al MacInnis      |
| Schussgenauigkeit | Eastern Conference | Jeremy Roenick   |
| Shootout          | Western Conference | –                |
| Bester Torhüter   | –                  | Patrick Roy      |

## Spielverlauf

### Eastern Conference 5 – 6 (SO) Western Conference
All-Star Game MVP: Dany Heatley (4 Tore + 1 Vorlage)
| Team            | Zeit  | Stand | Torschütze      | Vorlagengeber     | Vorlagengeber     |
| 1. Drittel      |       |       |                 |                   |                   |
|                 | 5:39  | 1–0   | Dany Heatley    | Roman Hamrlík     |                   |
|                 | 7:14  | 1–1   | Peter Forsberg  | Markus Näslund    | Nicklas Lidström  |
|                 | 8:58  | 1–2   | Mike Modano     | Ray Whitney       | Mathieu Schneider |
|                 | 10:26 | 2–2   | Dany Heatley    | Jaromír Jágr      | Olli Jokinen      |
|                 | 15:55 | 2–3   | Marián Gáborík  | Mathieu Schneider | Sergei Fjodorow   |
| 2. Drittel      |       |       |                 |                   |                   |
|                 | 22:47 | 3–3   | Dany Heatley    | Olli Jokinen      |                   |
|                 | 32:12 | 3–4   | Ed Jovanovski   | Jarome Iginla     | Marián Gáborík    |
|                 | 33:58 | 4–4   | Dany Heatley    | Olli Jokinen      | Jaromír Jágr      |
| 3. Drittel      |       |       |                 |                   |                   |
|                 | 41:26 | 4–5   | Al MacInnis     | Sergei Fjodorow   | Marián Gáborík    |
|                 | 49:38 | 5–5   | Olli Jokinen    | Jaromír Jágr      | Dany Heatley      |
| Overtime        |       |       |                 |                   |                   |
| kein Tor        |       |       |                 |                   |                   |
| Penaltyschießen |       |       |                 |                   |                   |
|                 |       |       | Sergei Fjodorow |                   |                   |
|                 |       |       | Alexei Kowaljow |                   |                   |
|                 |       |       | Markus Näslund  |                   |                   |
|                 |       |       | Dany Heatley    |                   |                   |
|                 |       |       | Bill Guerin     |                   |                   |
|                 |       |       | Miroslav Šatan  |                   |                   |
|                 |       |       | Paul Kariya     |                   |                   |
|                 |       |       | Olli Jokinen    |                   |                   |

## YoungStars Game
| Pos.        | Land               | Spieler            | Team                |
| Torhüter    |                    |                    |                     |
| G           | Vereinigte Staaten | Ryan Miller        | Buffalo Sabres      |
| Verteidiger |                    |                    |                     |
| D           | Kanada             | Jay Bouwmeester    | Florida Panthers    |
| D           | Deutschland        | Dennis Seidenberg  | Philadelphia Flyers |
| D           | Schweden           | Henrik Tallinder   | Buffalo Sabres      |
| D           | Russland           | Anton Woltschenkow | Ottawa Senators     |
| Angreifer   |                    |                    |                     |
| RW          | Tschechien         | Pavel Brendl       | Philadelphia Flyers |
| LW          | Vereinigte Staaten | Erik Cole          | Carolina Hurricanes |
| LW          | Finnland           | Niklas Hagman      | Florida Panthers    |
| LW          | Slowakei           | Marcel Hossa       | Montreal Canadiens  |
| LW          | Kanada             | Taylor Pyatt       | Buffalo Sabres      |
| C           | Kanada             | Brian Sutherby     | Washington Capitals |
| C           | Russland           | Alexander Switow   | Tampa Bay Lightning |
| RW          | Schweden           | Mattias Weinhandl  | New York Islanders  |
| C           | Kanada             | Stephen Weiss      | Florida Panthers    |

| Pos.        | Land               | Spieler             | Team                  |
| Torhüter    |                    |                     |                       |
| G           | Schweiz            | David Aebischer     | Colorado Avalanche    |
| Verteidiger |                    |                     |                       |
| D           | Kanada             | Barret Jackman      | St. Louis Blues       |
| D           | Tschechien         | Rostislav Klesla    | Columbus Blue Jackets |
| D           | Vereinigte Staaten | Jordan Leopold      | Calgary Flames        |
| D           | Kanada             | Nick Schultz        | Minnesota Wild        |
| D           | Finnland           | Ossi Väänänen       | Phoenix Coyotes       |
| Angreifer   |                    |                     |                       |
| C           | Vereinigte Staaten | Tyler Arnason       | Chicago Blackhawks    |
| LW          | Russland           | Stanislaw Tschistow | Anaheim Mighty Ducks  |
| LW          | Russland           | Alexander Frolow    | Los Angeles Kings     |
| RW          | Vereinigte Staaten | Adam Hall           | Nashville Predators   |
| C           | Kanada             | Shawn Horcoff       | Edmonton Oilers       |
| C           | Finnland           | Niko Kapanen        | Dallas Stars          |
| LW          | Kanada             | Rick Nash           | Columbus Blue Jackets |
| RW          | Slowakei           | Branko Radivojevič  | Phoenix Coyotes       |

### Das Spiel
Eastern Conference 8 – 3 Western Conference
MVP des YoungStars Game: Brian Sutherby (2 Tore + 1 Vorlage)
Die Spieldauer betrug drei Drittel à 10 Minuten
Drittelergebnisse:  4–2, 0–1, 4–0